# Rajd Łotwy
Rajd Łotwy (łot. Rallijs Latvija) – rajd samochodowy organizowany w latach 1998–2017. Stanowił eliminację mistrzostw Łotwy.

## Zwycięzcy
| Rok  | Kierowca          | Pilot             | Samochód                   | Zespół                      |
| ---- | ----------------- | ----------------- | -------------------------- | --------------------------- |
| 1998 | Ivars Caune       | Andris Šimkus     | Subaru Impreza             | Subaru Team Latvia          |
| 1999 | Ivars Caune       | Andris Šimkus     | Subaru Impreza             | Subaru Team Latvia          |
| 2000 | Ivars Vasaraudzis | Valdis Spredzis   | Mitsubishi Lancer Evo V    | Skandi Auto rallija komanda |
| 2001 | Mārtiņš Balodis   | Agris Petersons   | Toyota Celica GT-Four      | Sporta Klubs Rallijs        |
| 2002 | Matīss Mežaks     | Arnis Ronis       | Ford Escort RS Cosworth    | Renault Team Baltic         |
| 2003 | Ivars Vasaraudzis | Valdis Spredzis   | Mitsubishi Lancer Evo VII  | Skandi Auto rallija komanda |
| 2004 | Ivars Vasaraudzis | Valdis Spredzis   | Mitsubishi Lancer Evo VII  | Skandi Auto rallija komanda |
| 2005 | Jānis Vorobjovs   | Guntis Ervalds    | Mitsubishi Lancer Evo VIII |                             |
| 2006 | Ivars Vasaraudzis | Valdis Spredzis   | Mitsubishi Lancer WRC 05   | Skandi Auto rallija komanda |
| 2007 | Jari Ketomaa      | Miika Teiskonen   | Mitsubishi Lancer Evo IX   |                             |
| 2008 | Aivis Egle        | Martinš Jerums    | Mitsubishi Lancer Evo IX   |                             |
| 2009 | Andis Neikšāns    | Peteris Dzirkals  | Mitsubishi Lancer Evo IX   | LMT Rallija Komanda         |
| 2010 | Ivars Vasaraudzis | Peteris Spredzis  | Mitsubishi Lancer WRC 05   | Skandi Auto rallija komanda |
| 2011 | Andis Neikšāns    | Peteris Dzirkals  | Mitsubishi Lancer Evo X    | LMT Rallija Komanda         |
| 2012 | Jānis Feldmanis   | Anrijs Jesse      | Mitsubishi Lancer Evo X R4 |                             |
| 2013 | Jānis Vorobjovs   | Arturs Žeibe      | Mitsubishi Lancer Evo X    | Vorobjovs Racing            |
| 2014 | Raul Jeets        | Kristo Kraag      | Ford Fiesta R5             | MM Motorsport               |
| 2015 | Jānis Vorobjovs   | Andris Mālnieks   | Mitsubishi Lancer Evo X    | Vorobjovs Racing            |
| 2016 | Kalle Rovanperä   | Risto Pietiläinen | Škoda Fabia R5             | TGS Worldwide OU            |
| 2017 | Kalle Rovanperä   | Risto Pietiläinen | Škoda Fabia R5             | TGS Worldwide OU            |